# خاچاطور جوغایه‌تسی
خاچاطور جوغایه‌تسی (ارمنی: Խաչատուր Ջուղայեցի؛ انگلیسی: Ḥachatur Jułayets) محقق و تاریخ‌نگار ارمنی که در سده هیجدهم (میلادی) می‌زیست، وی تحصیلات ابتدایی را در کلیسای وانک، جلفای نو به پایان برد و به کسوت روحانیت درآمد. 
از این محقق کتاب پرارزش «تاریخ ایران» به یادگار مانده که در سال ۱۹۰۵ میلادی (۱۲۸۴ خورشیدی) در اچمیادزین منتشر شده‌است و حاوی اطلاعات دقیقی دربارهٔ ایران و ارمنیان ایران در سده ۱۸ (میلادی) می‌باشد. جوغایتسی بخش پایانی کتاب را به عنوان شاهد وقایع به نگارش درآورده است.